# Venthon
Venthon è un comune francese di 631 abitanti situato nel dipartimento della Savoia della regione dell'Alvernia-Rodano-Alpi.
Il suo territorio è bagnato dalle acque del fiume Doron de Beaufort.

## Società

### Evoluzione demografica
Abitanti censiti